# سانتو نينيو دي اتوشا

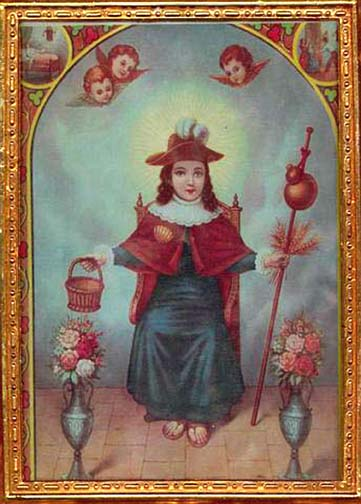

سانتو نينيو د اتوشا أو طفل اتوشا المقدس هو تمثيل روماني كاثوليكي للطفل يسوع منتشر في الحضارات الأسبانية إسبانيا والمكسيك والولايات المتحدة الجنوبية الغربية خاصة نيو مكسيكو.